# Jeskyně Skalistý potok
Jeskyně Skalistý potok je jeskyně na jižním úpatí Jasovské planiny v katastrálním území obce Háj pod správou Národního parku Slovenský kras. Je nejdelší a nejhlubší jeskyní v Slovenském krasu.
V roce 1995 se jeskyně stala, spolu s ostatními jeskyněmi a propastmi Aggteleckého a Slovenského krasu, součástí Světového dědictví UNESCO a od roku 1996 patří mezi národní přírodní památky Slovenské republiky.
Jeskyně se skládá z rozsáhlého systému vytvořeného podzemním tokem, který tvoří vodopády, četné sifony a peřeje. Délka jeskyně je 7 107 m a celkové vertikální převýšení 317 m. Jádro jeskyně je tvořeno horizontální chodbou, která směřuje až k obci Háj. Podzemním tokem je jeskyně spojena i s Kuní propastí.

## Chráněné území
Skalistý potok je národní přírodní památka ve správě příspěvkové organizace Správa slovenských jeskyní. Nachází se v katastrálním území obce Háj v okrese Košice-okolí v Košickém kraji. Území bylo vyhlášeno v roce 1996.